# 比尔泰维勒
柏泰為（羅馬化：Bi'r Tawīl。英文名為Birtawil，意為「深水井」）是一個面積為2060平方公里的貧瘠地區，鄰近埃及與蘇丹的邊界，是一塊無主土地。雖然其形狀為四邊形，但有時亦稱柏泰為三角區。柏泰為是1899年的兩國邊界在1902年調整時唯一往南調的邊界，其北界較長，為北緯22度緯線，其南界東西長為46公里，北界東西長為95公里，南北距離則約為26至31公里。比尔泰维勒在1902年被劃歸埃及，因為其為埃及亞斯文附近的阿巴德人部落的放牧地，在此同時在北緯22度以北的哈拉伊卜三角區因該地的部落屬於蘇丹人而被劃歸蘇丹。哈拉伊卜三角區與柏泰為接觸於一點（四點匯）。埃及目前實際控制此區，但沒有宣稱占領，政府地圖上亦沒有此區。

## 歷史

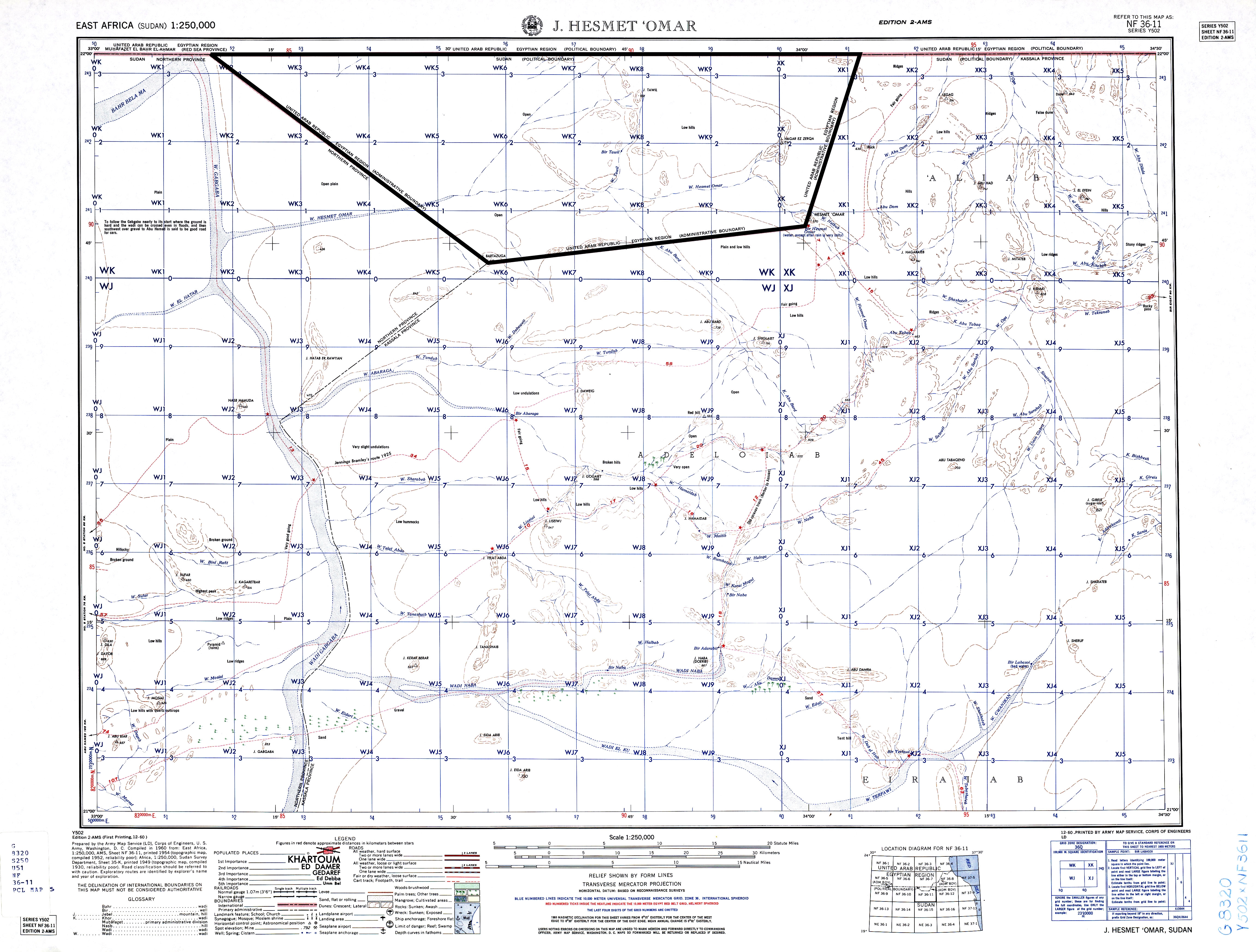
1960年代美國陸軍工程兵團繪製的地形圖，柏泰為在圖中的上部。

埃及與蘇丹邊界爭議區的簡化圖，白色部分為柏泰為，綠色部分為兩國都聲稱擁有的哈拉伊卜三角區。

1899年，英國势力抵達此區，英埃共管蘇丹的邊界被設在北緯22度，但1902年英國重新設定了行政邊界，以居民在地理上與文化上都較接近蘇丹為由，將北緯22度以北的一塊原屬埃及的三角形地區（即哈拉伊卜三角區）劃歸蘇丹，該區從此即歸喀土穆的英國總督管轄。
埃及宣稱的邊界為1899年的邊界，即將哈拉伊卜三角區歸屬埃及，柏泰為歸屬蘇丹，蘇丹則聲稱將哈拉伊卜三角區歸屬蘇丹，柏泰為歸屬埃及的1902年邊界，即兩國都宣稱擁有哈拉伊卜三角區，而都不聲稱擁有只有哈拉伊卜三角區十分之一大小、資源貧乏又不靠海的柏泰為。在國際法上，兩國都沒有基礎同時聲稱擁有兩地的主權，也很難有第三國聲稱擁有柏泰為，因為該區只與埃及和蘇丹相連。因此柏泰為是現存少數陸地上的無主土地之一。

## 宣稱
因為是無主地，柏泰為被許多私人國家宣稱為領土，但因為地處偏遠又荒涼，這些宣稱者大多不是此地居民，國際上也沒有人認真看待之。
2014年6月，一名美国人希顿在此地宣佈建立「北苏丹王国」，其原因是为了圆“女儿的公主梦”。
2017年11月7日，來自印度印多爾的24歲男子蘇亞甚·迪克西特（Suyash Dixit）在經過兩個晚上的規劃後最終抵達該地區並在該地豎立國旗同時種下了一些種子，其後其宣稱在此地建立迪克西特王國（Kingdom of Dixit）並稱自己為迪克西特王國國王。2020年，又有一个新的国家「卡西兰联合王国」（the United Kingdom of Cathiland）宣称在该土地上建国。2024年也有一位亞洲人宣佈比爾泰維勒憲法。

## 外部連結
- Google Sightseeing - Bir Tawil Triangle （页面存档备份，存于）
- International Boundary Study
- Strange Maps: The Bir Tawil Trapezoid